# Croton langsonensis
Espèce
Classification APG III (2009)
Croton langsonensis est une espèce de plantes à fleurs du genre Croton et de la famille Euphorbiaceae présente au Viêt Nam. Elle a été décrite pour la première fois par Thin . 